# Invader

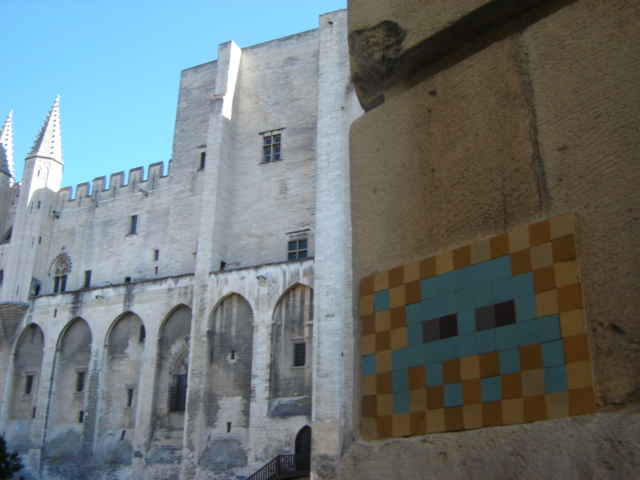
Space Invader i Avignon

Space Invader, född 1969, är en manlig parisbaserad streetartkonstnär som tagit symboluttryck från det klassiska 70-talsspelet Space Invaders. 